# Jonathan Hall
Jonathan Hall (* 8. Oktober 1972 in Wollongong, Australien) ist ein ehemaliger australischer Duathlet und Radrennfahrer, der heute als Trainer tätig ist. Er war 1997 ITU-Weltmeister über die Duathlon-Kurzdistanz.

## Werdegang
Im Alter von zehn Jahren startete Jonathan Hall seine sportliche Karriere als Läufer. Ab Anfang der 1990er Jahre versuchte er sein Glück im Radsport. Obwohl er zur australischen Nationalmannschaft gehörte, scheiterten zunächst seine Versuche, bei einem großen Profiradsportteam unter Vertrag genommen zu werden.

### Duathlon seit 1995
Nach seinem Wechsel zum Duathlonsport stellten sich 1995 die ersten großen Erfolge ein: Hall gewann den Powerman Australia und wurde australischer Duathlonmeister. 1996 gewann er unter anderem den Powerman New Zealand und den Duathlon-Gesamtweltcup. Nach dem Gewinn zwei weiterer Powerman-Duathlons erreichte er 1997 seinen größten Erfolg mit dem Gewinn der Duathlon-Weltmeisterschaft über die Kurzdistanz.
Im gleichen Jahr gelangen Jonathan Hall im Straßenradsport drei Etappenerfolge bei der Commonwealth Bank Classic und wurde australischer Meister im Straßenrennen sowie im Einzelzeitfahren. Bei den UCI-Straßen-Weltmeisterschaften 1997 in San Sebastián belegte er im Einzelzeitfahren Platz acht. Nach diesen Erfolgen wechselte er im Jahr 1998 in den Profiradsport zum Team Festina. 1999 wiederholte er den Gewinn der australischen Meisterschaft im Einzelzeitfahren. Durch einen Knöchelbruch im Jahr 2000 als Folge eines Autounfalls musste Jonathan Hall seine Radsportkarriere unterbrechen.
Nachdem sich sein Radsportteam 2001 aufgelöst hatte, wechselte Jonathan Hall zurück in den Duathlonsport. 2002 gelangen ihm auf Anhieb zwei Siege bei großen internationalen Duathlonveranstaltungen. 2003 wurde Jonathan Hall noch einmal Vizeweltmeister über die Kurzdistanz.

### Trainertätigkeit seit 2005
Seit 2005 arbeitet Jonathan Hall überwiegend als Trainer im Bereich Duathlon und Triathlon. Er betreute unter anderem die australischen Duathleten und Triathleten Erin Densham, Leon Griffin und Brendan Sexton. Im Februar 2012 wurde sein Wechsel in den Führungsstab der Triathlonmannschaft der USA bekannt.

## Sportliche Erfolge

### Duathlon
| Datum/Jahr    | Rang | Wettbewerb                           | Austragungsort          | Zeit     | Bemerkung                                                       |
| ------------- | ---- | ------------------------------------ | ----------------------- | -------- | --------------------------------------------------------------- |
| 30. Mai 2004  | 21   | ITU Duathlon World Championships     | Geel                    | 01:45:50 |                                                                 |
| 31. Aug. 2003 | 2    | ITU Duathlon World Championships     | Affoltern               | 01:55:04 | Vizeweltmeister Kurzdistanz – hinter Benny Vansteelant          |
| 2002          | 2    | Powerman Tennessee                   | College Grove           |          |                                                                 |
| 2002          | 4    | Powerman Alabama                     | Oak Mountain State Park |          |                                                                 |
| 11. Sep. 2001 | DNF  | ITU Duathlon World Championships     | Rimini                  |          |                                                                 |
| 14. Sep. 1997 | 1    | ITU Duathlon World Championships     | Gernica                 | 01:48:15 | Duathlon-Weltmeister auf der Kurzdistanz                        |
| 14. Sep. 1997 | 1    | ITU Duathlon World Championship Team | Gernika                 | 05:29:47 | Team-Weltmeister Duathlon, mit Andrew Noble und Chris McCormack |
| 1997          | 1    | Powerman Holland                     | Venray                  |          |                                                                 |
| 1997          | 1    | Powerman UK                          | Guernsey                |          |                                                                 |
| 1996          | 6    | ITU Duathlon World Championships     | Ferrara                 |          |                                                                 |
| 1996          | 1    | Powerman New Zealand                 | Neuseeland              |          |                                                                 |
| 1996          | 2    | Powerman Australia                   | Bowral                  |          |                                                                 |
| 1996          | 3    | Australische Duathlon-Meisterschaft  | Australien              |          |                                                                 |
| 1995          | 1    | Powerman Australia                   | Australien              |          |                                                                 |
| 1995          | 1    | Australische Duathlon-Meisterschaft  | Australien              |          |                                                                 |

(DNF – Did Not Finish)

### Radsport
1995
- Ozeanischer Meister – Einzelzeitfahren

1997
- Australischer Meister – Straßenrennen
- Australischer Meister – Einzelzeitfahren
- drei Etappen Commonwealth Bank Classic
- eine Etappe Vuelta Aragon
- Gran Prix San Antolin

1998
- Classic International Corte Ingles
- Premio Pascual Zamudio
- Premio Nuestra Señora Murgia
- Championship Cantabria Time Trial
- Medina de Pomar
- ein Etappensieg und Gesamtwertung Vuelta Alava
- zwei Etappensiege und Gesamtwertung Vuelta Granada

1999
- Australischer Meister – Einzelzeitfahren